# York Football League
York Football League är en engelsk fotbollsliga baserad i North Yorkshire, grundad 1897. Ligan har fyra divisioner och toppdivisionen Premier Division ligger på nivå 11 i det engelska ligasystemet. Ligan är en matarliga till West Yorkshire Football League.

## Mästare
Mästare i York Football Leagues högsta division, observera att listan inte är komplett.
| År      | Mästare                     |
| ------- | --------------------------- |
| 1901-02 | Rowntrees                   |
| 1902-03 | Knaresborough               |
| 1903-04 | Knaresborough               |
| 1904-05 | Knaresborough               |
| 1905-06 | NER United                  |
| 1906-07 | York and Lancaster Regiment |
| 1907-08 | St Pauls                    |
| 1908-09 | Knaresborough               |
| 1909-10 | 5th Royal Irish Lancers     |
| 1910-11 | Green Howards               |
| 1911-12 | The East Yorkshire Regiment |
| 1912-13 | The East Yorkshire Regiment |
| 1913-14 | The East Yorkshire Regiment |
| 1914-15 |                             |
| 1916-19 | Första världskriget         |
| 1919-20 | Lowther United              |
| 1920-21 | Durham Light Infantry       |
| 1921-22 |                             |
| 1922-23 |                             |
| 1923-24 | Durham Light Infantry       |
| 1924-25 | Knaresborough               |
| 1925-26 | Knaresborough               |
| 1926-27 | Selby Olympia Cake & Oil    |
| 1927-28 | Selby Olympia Cake & Oil    |
| 1928-29 | Knaresborough               |
| 1929-30 | Northumberland Fusiliers    |
| 1930-31 | Rowntrees                   |
| 1931-32 | Selby Olympia Cake & Oil    |
| 1932-33 | Dringhouses                 |
| 1933-34 | Knaresborough Town          |
| 1934-35 | Knaresborough Town          |
| 1935-36 | York Railway Institute      |
| 1936-37 | York Railway Institute      |
| 1937-38 | York Railway Institute      |
| 1938-39 | York Railway Institute      |

| År      | Mästare                |
| ------- | ---------------------- |
| 1939-40 | Old Priory             |
| 1940-41 | York Railway Institute |
| 1941-46 | Andra världskriget     |
| 1947-48 | Tadcaster Albion       |
| 1948-49 | Cookes                 |
| 1949-50 | York Railway Institute |
| 1950-51 | York Railway Institute |
| 1951-52 | York Railway Institute |
| 1952-53 | York Railway Institute |
| 1953-54 | York Railway Institute |
| 1954-55 | Market Weighton        |
| 1955-56 | Pickering Town         |
| 1956-57 | Market Weighton        |
| 1957-58 | Dringhouses            |
| 1958-59 | Dringhouses            |
| 1959-60 | Dringhouses            |
| 1960-61 | Dringhouses            |
| 1961-62 | Dringhouses            |
| 1962-63 | Holme Rovers           |
| 1963-64 | Rowntrees              |
| 1964-65 | Rowntrees              |
| 1965-66 | Rowntrees              |
| 1966-67 | Pickering Town         |
| 1967-68 | York Railway Institute |
| 1968-69 | Vickers                |
| 1969-70 | Pickering Town         |
| 1970-71 | Riccall United         |
| 1971-72 | Riccall United         |
| 1972-73 | Rowntrees              |
| 1973-74 | Riccall United         |
| 1974-75 | Riccall United         |
| 1975-76 | Rowntrees              |
| 1976-77 | Riccall United         |
| 1977-78 | Riccall United         |
| 1978-79 | Rowntrees              |

| År        | Mästare           |
| --------- | ----------------- |
| 1979-80   | Brayton           |
| 1980-81   | Rowntrees         |
| 1981-82   | Rowntrees         |
| 1982-83   | Haxby             |
| 1983-84   | Osbaldwick        |
| 1984-85   | Osbaldwick        |
| 1985-86   |                   |
| 1986-87   |                   |
| 1987-88   |                   |
| 1988-89   |                   |
| 1989-90   |                   |
| 1990-91   |                   |
| 1991-92   |                   |
| 1992-93   |                   |
| 1993-94   |                   |
| 1994-95   |                   |
| 1995-96   |                   |
| 1996-97   |                   |
| 1997-98   |                   |
| 1998-99   |                   |
| 1999-2000 |                   |
| 2000-01   |                   |
| 2001-02   |                   |
| 2002-03   |                   |
| 2003-04   | Dringhouses       |
| 2004-05   | Dringhouses       |
| 2005-06   | Dringhouses       |
| 2006-07   | Huntington Rovers |
| 2007-08   | Huntington Rovers |
| 2008-09   | Hamilton Panthers |
| 2009-10   | Haxby United      |
| 2010-11   | Dringhouses       |

### Webbkällor
Den här artikeln är helt eller delvis baserad på material från engelskspråkiga Wikipedia, York Football League, 7 augusti 2015.